# 대왕판교 나들목
대왕판교 나들목(Daewang-Pangyo IC)은 경기도 성남시 수정구 금토동에 설치된 경부고속도로의 48번 교차로이다. 2006년에 착공된 판교 나들목 개량 공사로 인한 교통 혼잡을 완화하기 위해 2008년 6월 11일에 임시 나들목으로서 개통되었으며, 그 당시 명칭은 판교 임시 나들목이었고, 2010년에 판교 나들목 개량 공사가 끝나는 대로 폐쇄될 예정이었으나, 2011년에 정식 나들목으로 전환되면서 현재의 대왕판교 나들목으로 변경되었다.

## 연혁
- 2008년 6월 11일 : 임시 나들목 개통과 함께 판교 임시 나들목으로 영업 개시
- 2011년 : 대왕판교 나들목으로 변경 및 정식 나들목으로 전환

## 구조물 정보
직결형 램프로, 부산방향의 진출과 서울방향의 진입만 가능하며 높이 2.5m 이상의 차량은 진출입이 불가능하다. 또한 나들목을 이용할 수 있는 시간이 정해져 있다.(오전 6시 ~ 오후 10시) 2015년 요금소 내에 무인 요금 수납 시스템이 도입되었다. 구조물의 일부는 금토천 위를 통과한다.
- 위치: 경기도 성남시 수정구 금토동
- 영업소: 경기도 성남시 수정구 달래내로 52 (금토동)

## 접속하는 도로
- 달래내로
- 간접 연결 : 국가지원지방도 제23호선 (대왕판교로, 금토동삼거리 이용)

## 교통량 정보
| 요금소             | 통행량 (대/일)  | 통행량 (대/일)  | 통행량 (대/일)  | 통행량 (대/일)  | 통행량 (대/일)  | 통행량 (대/일)  | 통행량 (대/일)  | 통행량 (대/일)   | 통행량 (대/일)   | 통행량 (대/일)   | 각주  |
| 요금소             | 2001년          | 2002년          | 2003년          | 2004년          | 2005년          | 2006년          | 2007년          | 2008년           | 2009년           | 2010년           | 각주  |
| ------------------ | --------------- | --------------- | --------------- | --------------- | --------------- | --------------- | --------------- | ---------------- | ---------------- | ---------------- | ----- |
| 판교 임시 (개방식) | 미개통          | 미개통          | 미개통          | 미개통          | 미개통          | 미개통          | 미개통          | 6,070            | 8,085            | 7,030            | [ 4 ] |
| 대왕판교 (개방식)  | 미개통          | 미개통          | 미개통          | 미개통          | 미개통          | 미개통          | 미개통          | 판교 임시 요금소 | 판교 임시 요금소 | 판교 임시 요금소 | [ 4 ] |
| 요금소             | 2011년          | 2012년          | 2013년          | 2014년          | 2015년          | 2016년          | 2017년          | 2018년           | 2019년           |                  | [ 4 ] |
| 판교 임시 (개방식) | 대왕판교 요금소 | 대왕판교 요금소 | 대왕판교 요금소 | 대왕판교 요금소 | 대왕판교 요금소 | 대왕판교 요금소 | 대왕판교 요금소 | 대왕판교 요금소  | 대왕판교 요금소  |                  | [ 4 ] |
| 대왕판교 (개방식)  | 5,871           | 5,815           | 6,423           | 6,926           | 7,157           | 8,525           | 8,964           | 8,195            | 7,224            |                  | [ 4 ] |